# Kronika Bydgoska
Kronika Bydgoska – regionalne czasopismo popularnonaukowe, wydawane przez Towarzystwo Miłośników Miasta Bydgoszczy.

## Charakterystyka
Periodyk jest dziełem sekcji wydawniczej Towarzystwa Miłośników Miasta Bydgoszczy. Długoletnim redaktorem pisma jest prof. Włodzimierz Jastrzębski
W każdym z egzemplarzy „Kroniki” znajduje się sprawozdanie roczne z działalności TMMB, kalendarium ważniejszych wydarzeń społeczno-kulturalnych w Bydgoszczy oraz liczne artykuły popularnonaukowe poruszające zagadnienia historyczne, społeczne, kulturalne i gospodarcze związane z Bydgoszczą. Począwszy od lat 90. XX w., na łamach „Kroniki” ukazują się niektóre prace magisterskie absolwentów Uniwersytetu Kazimierza Wielkiego.

## Historia
Starania o wydawanie czasopisma regionalnego, będącego następcą przedwojennego, naukowo-literackiego „Przeglądu Bydgoskiego” (1933–1938) podejmowano od 1956 r. Pierwszy numer „Kroniki” wydano w 1967 r. przy okazji obchodów Tysiąclecia Państwa Polskiego. Pismo będące rocznikiem odzwierciedlało bieżące wydarzenia z życia miasta oraz dokonywało przeglądu jego dorobku i potrzeb we wszystkich dziedzinach życia. Swoim zasięgiem tematycznym obejmowało przede wszystkim Bydgoszcz wraz z najbliższą okolicą (Fordon, Solec Kujawski, Koronowo).
Począwszy od 1980 r., zawartość wydawnictwa wzbogacano coraz częściej o artykuły dotyczące historii współczesnej miasta, perspektyw jego rozwoju, kultury, społeczeństwa, gospodarki, zagadnień komunalnych. Układ tematyczny obejmował następujące sekcje: artykuły, wspomnienia, materiały, recenzje, reportaże, biografie oraz stałą kronikę najważniejszych wydarzeń.
W latach 1967–1988 wydano 10 tomów „Kroniki Bydgoskiej”. Począwszy od 1989 r., pismo ukazywało się już corocznie, wzbogacając swoją treść pod względem naukowym. Na jego łamach publikowało teksty ponad 300 autorów. W 1999 r. ukazał się specjalnie wydany tom z okazji wizyty papieża Jana Pawła II w Bydgoszczy, w którym opublikowano szereg artykułów związanych z kościołem katolickim.